# Halmahera-tenger
A Halmahera-tenger egy 95 000 km² területű tenger a Csendes-óceánban. Nyugaton a Halmahera-sziget, északon a Csendes-óceán, keleten Waigeo szigete, délen pedig a Seram-tenger határolja. Legmélyebb pontja a 2039 méter mély Halmahera-árok. Partjain mindössze egy ország, Indonézia fekszik.

## Külső hivatkozások
- Angol nyelvű leírás a Halmahera-tengerről